# Europees kampioenschap voetbal 1960
De Europacup voor landen 1960 was het eerste Europees kampioenschap voetbal. Het eindtoernooi werd gehouden in Frankrijk en het werd gewonnen door de Sovjet-Unie. De Sovjet-Unie versloeg in de finale Joegoslavië met 2–1 in de verlenging.
Het toernooi was gebaseerd op het knock-out principe. Er waren 17 landen die meededen, maar landen zoals West-Duitsland, Italië en Engeland deden opmerkelijk genoeg niet mee. De landen speelden thuis- en uitwedstrijden tot aan de halve finales. Vanaf daar werd het toernooi gespeeld in Frankrijk. 
In het eindtoernooi won de Sovjet-Unie van Tsjecho-Slowakije met 3–0. De andere halve finale werd minder makkelijk beslist: Frankrijk verloor met 5–4 van Joegoslavië. In de wedstrijd om de derde plek verloor Frankrijk weer. Met de 2–0-overwinning werd Tsjecho-Slowakije de eerste nummer 3 op een EK ooit. In de finale was het Joegoslavië dat als eerste aan de leiding ging, maar de Sovjet-Unie kwam terug tot 1–1, mede dankzij hun sterk spelende doelman Lev Jasjin en was er verlenging nodig. Toen er nog zeven minuten van die verlenging te spelen waren, bezorgde Viktor Ponedelnik met zijn doelpunt de Sovjet-Unie de eerste EK-titel.

## Gekwalificeerde landen

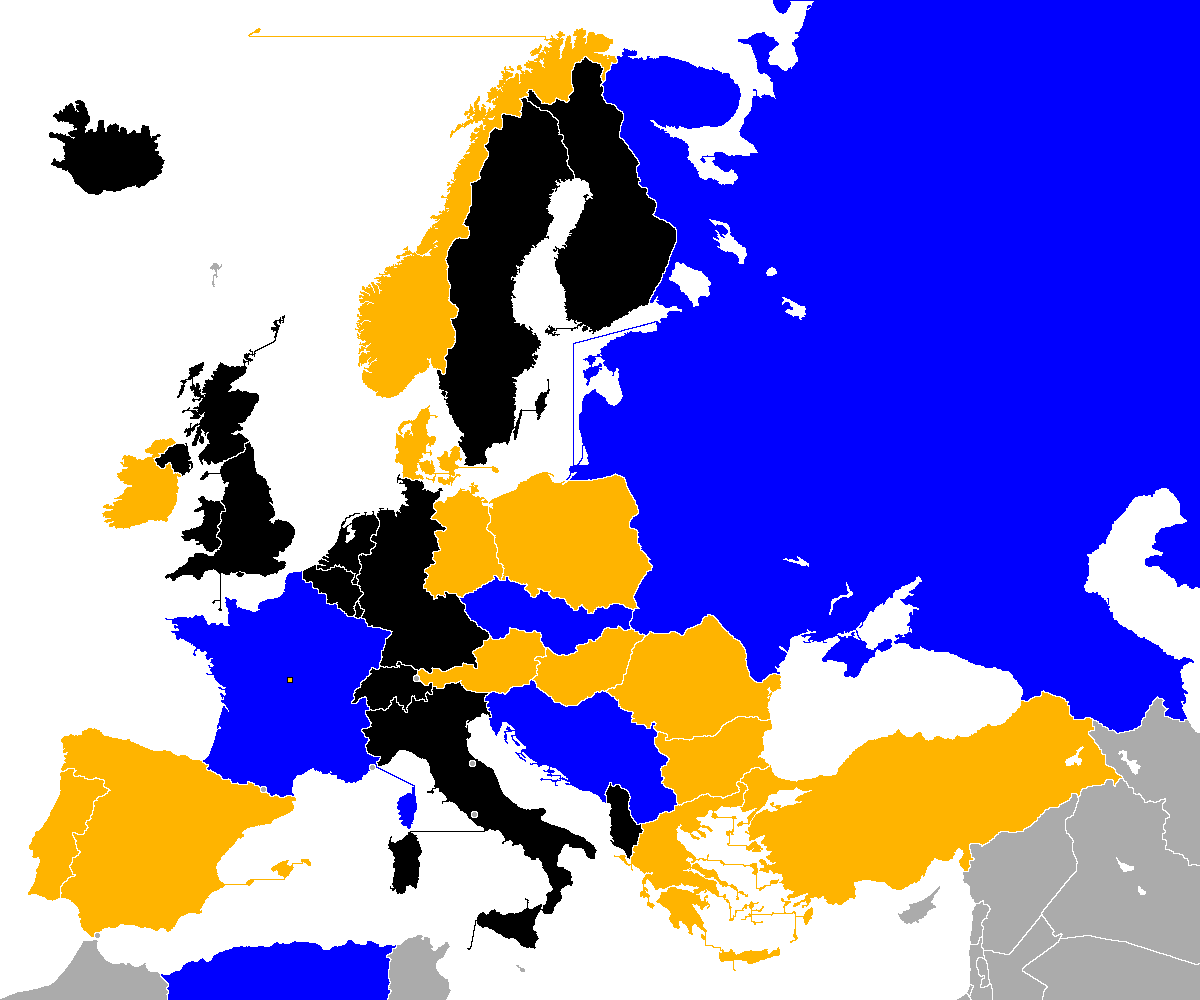
Gekwalificeerd
Niet gekwalificeerd
Niet deelgenomen
Geen UEFA-lid

| Land                 | Kwalificatie | Eerdere deelnames aan EK1 |
| -------------------- | ------------ | ------------------------- |
| Frankrijk (gastland) | kwartfinale  | 0 (debuut)                |
| Sovjet-Unie          | kwartfinale  | 0 (debuut)                |
| Joegoslavië          | kwartfinale  | 0 (debuut)                |
| Tsjecho-Slowakije    | kwartfinale  | 0 (debuut)                |

## Speelsteden
| · Marseille Parijs | Parijs                              |
| ------------------ | ----------------------------------- |
| · Marseille Parijs | Parc des Princes Capaciteit: 40.000 |
| · Marseille Parijs | Parc des Princes                    |
| · Marseille Parijs | Marseille                           |
| · Marseille Parijs | Stade Vélodrome Capaciteit: 40.000  |
| · Marseille Parijs | Stade Vélodrome                     |

## Knock-outfase

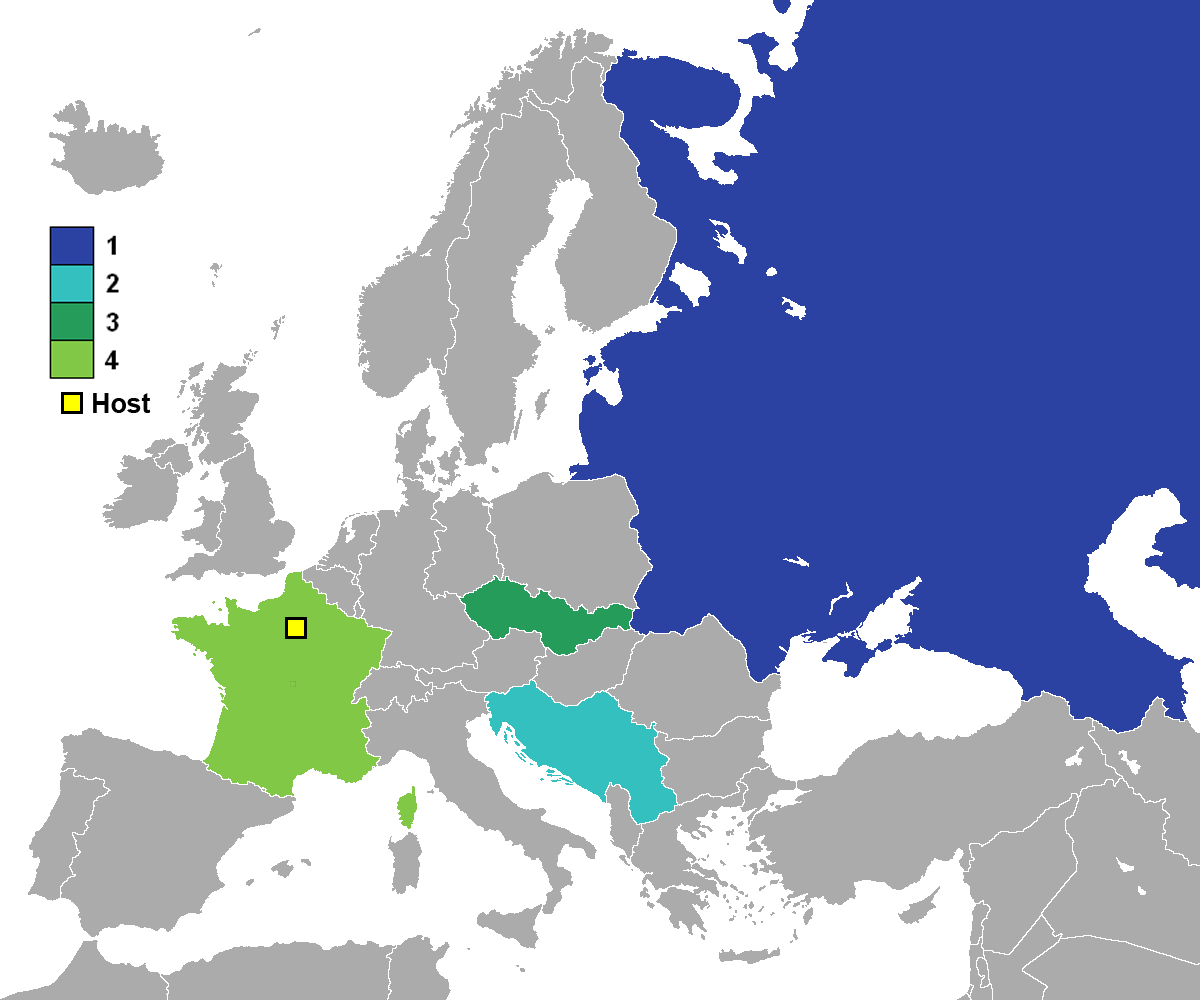
Deelnemende landen

|  | halve finale       | halve finale       |   |                    | finale             | finale |
|  |                    |                    |   |                    |                    |        |
|  | 6 juli – Parijs    |                    |   |                    |                    |        |
|  | Joegoslavië        | 5                  |   |                    |                    |        |
|  | Frankrijk          | 4                  |   |                    |                    |        |
|  |                    |                    |   |                    |                    |        |
|  |                    |                    |   |                    | 10 juli – Parijs   |        |
|  |                    |                    |   |                    | Joegoslavië        | 1      |
|  |                    | Sovjet-Unie        | 2 |                    |                    |        |
|  |                    |                    |   |                    |                    |        |
|  |                    |                    |   |                    | derde plaats       |        |
|  | 6 juli – Marseille | 6 juli – Marseille |   | 9 juli – Marseille | 9 juli – Marseille |        |
|  | Tsjecho-Slowakije  | 0                  |   | Tsjecho-Slowakije  | 2                  |        |
|  | Sovjet-Unie        | 3                  |   |                    | Frankrijk          | 0      |

### Halve finale
|                                                  |                                                               |                        |                                                                            |                                                                                     |
| 6 juli 1960 «onderlinge duels» 20:00 uur (UTC+1) | Frankrijk                                                     | 4 – 5                  | Joegoslavië                                                                | Parc des Princes, Parijs Toeschouwers: 26.370 Scheidsrechter: Gaston Grandain (BEL) |
| 6 juli 1960 «onderlinge duels» 20:00 uur (UTC+1) | Jean Vincent 12' François Heutte 43' 62' Maryan Wisnieski 53' | verslag (UEFA) verslag | 11' Milan Galić 55' Ante Žanetić 75' Tomislav Knez 78' 79' Dražan Jerković | Parc des Princes, Parijs Toeschouwers: 26.370 Scheidsrechter: Gaston Grandain (BEL) |

|                                                  |                   |                        |                                                |                                                                              |
| 6 juli 1960 «onderlinge duels» 21:30 uur (UTC+1) | Tsjecho-Slowakije | 0 – 3                  | Sovjet-Unie                                    | Vélodrome, Marseille Toeschouwers: 25.184 Scheidsrechter: Cesare Jonni (ITA) |
| 6 juli 1960 «onderlinge duels» 21:30 uur (UTC+1) |                   | verslag (UEFA) verslag | 34', 56' Valentin Ivanov 66' Viktor Ponedelnik | Vélodrome, Marseille Toeschouwers: 25.184 Scheidsrechter: Cesare Jonni (ITA) |

### Troostfinale
|                                                  |           |                        |                                            |                                                                             |
| 9 juli 1960 «onderlinge duels» 21:30 uur (UTC+1) | Frankrijk | 0 – 2                  | Tsjecho-Slowakije                          | Vélodrome, Marseille Toeschouwers: 9.438 Scheidsrechter: Cesare Jonni (ITA) |
| 9 juli 1960 «onderlinge duels» 21:30 uur (UTC+1) |           | verslag (UEFA) verslag | 58' Vlastimil Bubník 88' Ladislav Pavlovič | Vélodrome, Marseille Toeschouwers: 9.438 Scheidsrechter: Cesare Jonni (ITA) |

### Finale
|                                                   |                                            |                        |                 |                                                                                  |
| 10 juli 1960 «onderlinge duels» 21:30 uur (UTC+1) | Sovjet-Unie                                | 2 – 1 (n.v.)           | Joegoslavië     | Parc des Princes, Parijs Toeschouwers: 17.966 Scheidsrechter: Arthur Ellis (ENG) |
| 10 juli 1960 «onderlinge duels» 21:30 uur (UTC+1) | Slava Metreveli 49' Viktor Ponedelnik 113' | verslag (UEFA) verslag | 43' Milan Galić | Parc des Princes, Parijs Toeschouwers: 17.966 Scheidsrechter: Arthur Ellis (ENG) |

| UEFA Europees kampioenschap voetbal Winnaar 1960 |
| ------------------------------------------------ |
| SOVJET-UNIE 1ste titel                           |

## Doelpuntenmakers
2 doelpunten
- Valentin Ivanov
- Viktor Ponedelnik
- Milan Galić
- Dražan Jerković
- François Heutte

1 doelpunt
- Tomislav Knez
- Ante Žanetić
- Vlastimil Bubník
- Ladislav Pavlovič
- Jean Vincent
- Maryan Wisnieski
- Slava Metreveli